# CFVM-FM
CFVM-FM, mieux connu sous le nom de Viva 99,9 Amqui, est une station de radio québécoise située dans la ville de Amqui diffusant à la fréquence 99,9 MHz sur la bande FM avec une puissance de 23 800 watts. Elle appartient à Arsenal Media et affiliée au réseau Viva.

## Historique
En 1978, Jean-Hugues Guenette présente une requête pour une nouvelle radio AM à la fréquence 1 220 kHz avec une puissance de 5 000 watts et qui puiserait la moitié de sa programmation de CHRM-FM à Matane. Le Conseil de la radiodiffusion et des télécommunications canadiennes (CRTC) refuse sous prétexte que le secteur ne peut supporter une radio indépendante et suggère qu'une station de faible puissance serait plus approprié. L'année suivante, Jean-Hugues Guenette présente une seconde requête avec les mêmes détails techniques mais la majorité de la programmation proviendrait de CFLP Rimouski, et qui sera affiliée au réseau Télémédia et cinq heures de programmation locale serait offerte tous les jours. CFVM 1220 entre en ondes le 31 mars 1980. Radio de la Matapédia Ltée achète CFVM en 1981, puis est acquise par Compagnie de Radiodiffusion Rimouski Ltée (une division de Diffusion Power) en 1989.
Le 24 avril 2000, toutes les stations de Diffusion Power, incluant CFVM, sont vendues à Corus Entertainment Inc. En 2002, CFVM est autorisé à passer sur la bande FM à la fréquence 99,9 MHz avec une puissance de 23 800 watts et diffusera 40 % de contenu localement.
Le 21 juillet 2005, le CRTC approuve la demande de Corus, d'échanger ses stations, incluant CFVM-FM, avec les stations CFOM-FM Lévis et celles du réseau Radiomédia d'Astral Media pour la somme de 11 millions de dollars. Astral intègre alors CFVM-FM au réseau Boom FM. En février 2009, CFVM-FM change d'affiliation et se joint au réseau RockDétente.
Le 18 août 2011, le réseau RockDétente change de nom et devient Rouge FM.
Le 16 mars 2012, Bell Canada (BCE) annonce son intention de faire l'acquisition d'Astral Média, incluant le réseau Rouge, pour 3,38 milliards de dollars. La transaction a été refusée par le CRTC. Bell Canada a alors déposé une nouvelle demande le 4 mars 2013, qui a été approuvée le 27 juin 2013.
Le 8 février 2024, Bell Média annonce la vente de la station à Arsenal Media. Arsenal a l'intention de désaffilier CFVM, qui rejoindra son réseau Viva, anciennement Plaisir. La transaction est approuvée le 11 mars 2025, conditionnelle à une baisse de puissance afin d'empêcher le signal de rejoindre Matane, où Arsenal possède deux stations affiliés à O et Viva. La station s'affilie à Viva le 22 avril 2025.

### Identité visuelle (logo)

Logo de RockDétente de 2009 au 18 août 2011.
Logo de Rouge FM du 18 août 2011 au 14 août 2017.
Logo du réseau Rouge FM depuis le 14 août 2017.
Logo du 99.9 Rouge du 14 août 2017 au 21 avril 2025.

## Programmation
La programmation est assurée par les animateurs de la station d'Amqui du lundi au vendredi entre 5 h 30 et 15 h 55, excluant de 11 h 55 à 13 h, puis les samedis et dimanches de 11 h à 16 h. Le reste de la programmation (midis, retours à la maison, soirées) provient du réseau Viva.

## Anciens animateurs (99,9 Rouge)
- Jerry Castonguay (La gang du matin et En mode party)
- Isabelle Fortin (La gang du matin et Rouge au travail)
- Danaée Thériault (La gang du matin et Vos hits du weekend)